# Guilotes
Guilotes es un género de arañas araneomorfas de la familia Agelenidae.

## Especies
- G. ludiensis Zhao & S. Q. Li, 2018
- G. qingshitanensis Zhao & S. Q. Li, 2018
- G. xingpingensis Zhao & S. Q. Li, 2018
- G. yandongensis Zhao & S. Q. Li, 2018